# ماهیچه مصنوعی

ماهیچه هوایی که کشیده و باز می‌شود.

ماهیچه مصنوعی، اصطلاحی است که برای همه مواد و ابزارهایی استفاده می‌شود که قابلیت بازگشت‌پذیری، کش آمدن، چرخش حول یک مؤلفه بر اساس یک تحریک‌کننده بیرونی را دارند (مانند ولتاژ، جریان، فشار یا دما).
سه عملگر پایه‌ای - کشش، بازشدن و چرخش- که می‌توانند با هم ترکیب شوند و انواع حرکات دیگر را تولید کنند (مانند خم شدن، به وسیله کشش یک سمت ماده در حالی که سمت دیگر باز می‌شود). موتورهای متعارف و عملگرهای پنوماتیکی خطی یا چرخشی واجد شرایط ماهیچه‌های مصنوعی نیستند، زیرا آن‌ها بیش از یک جز درگیر در عمل‌گرها دارند.
با توجه به انعطاف‌پذیری بالای آنها، تطبیق و نسبت قدرت به وزن در مقایسه با عملگرهای سفت و سخت، ماهیچه‌های مصنوعی تکنولوژی با پتانسیل بالایی برای جایگزینی است. اما در حال حاضر در موارد محدودی استفاده می‌شود، این تکنولوژی می‌تواند کاربردهای بسیار زیادی در زمینه‌های صنعت، پزشکی، رباتیک و بسیاری از کاربردهای دیگر در آینده داشته باشد.

## مقایسه با عضلات طبیعی
به‌طور کلی، یک معیار قطعی برای مقایسهٔ محرک‌های طبیعی و مصنوعی وجود ندارد ولی می‌توان به کمک معیارهای قدرت که شامل تنش، کرنش، نرخ کرنش، عمر چرخه و مدول الاستیک می‌باشد، ویژگی‌های عضلات مصنوعی و طبیعی را با یکدیگر مقایسه نمود. برخی از متخصصین (مانند هوبر، ۱۹۹۷) معیارهای دیگری مانند چگالی و وضوح کرنش را نیز در نظر گرفته‌اند. از سال ۲۰۱۴، قوی‌ترین فیبرهای ماهیچه‌ای مصنوعی موجود می‌توانند قدرتی صد برابر بیشتر از فیبرهای عضلانی طبیعی ارائه دهند.
محققان سرعت، چگالی انرژی، قدرت و کارایی عضلات مصنوعی را اندازه‌گیری می‌کنند. هیچ نوع ماهیچه مصنوعی در همه زمینه‌ها بهترین نیست.

## انواع
ماهیچه‌های مصنوعی را می‌توان بر اساس مکانیسم تحریک آنها به سه گروه عمده تقسیم کرد.

### تحریک با میدان الکتریکی
پلیمرهای الکترواکتیو (EAPs) پلیمرهایی هستند که می‌توانند از طریق اعمال میدان‌های الکتریکی فعال شوند. در حال حاضر، برجسته‌ترین EAPها شامل پلیمرهای پیزوالکتریک، محرک‌های دی الکتریک (DEAs)، الاستومرهای پیوند الکترواستریکتیو، الاستومرهای کریستال مایع (LCE) و پلیمرهای فروالکتریک است. این EAPها می‌توانند خم شوند اما ظرفیت پایین آنها برای حرکت گشتاوری از محدودیت‌های آنها می‌باشد. علاوه بر این، هنوز یک استاندارد رسمی پذیرفته شده برای ساخت محصولات EAP تنظیم نشده‌است و به همین دلیل تجاری سازی نشده‌اند. با این حال، پیشرفت قابل توجهی در فناوری EAP از دهه ۱۹۹۰ حاصل شده‌است.

#### تحریک مبتنی بر یون
EAPهای یونی پلیمرهایی هستند که می‌توانند از طریق انتشار یون‌ها در محلول الکترولیت (علاوه بر اعمال میدان‌های الکتریکی) فعال شوند. نمونه‌های فعلی پلیمرهای الکترواکتیو یونی شامل ژل‌های پلی‌الکترود، کامپوزیت‌های فلزی پلیمری یونومری (IPMC)، پلیمرهای رسانا، ژل‌های پایروملیتامید و سیالات الکترورئولوژیک (ERF) می‌باشد. در سال ۲۰۱۱، نشان داده شد که نانولوله کربنی پیچ خورده نیز می‌توانند با اعمال میدان الکتریکی فعال شوند.

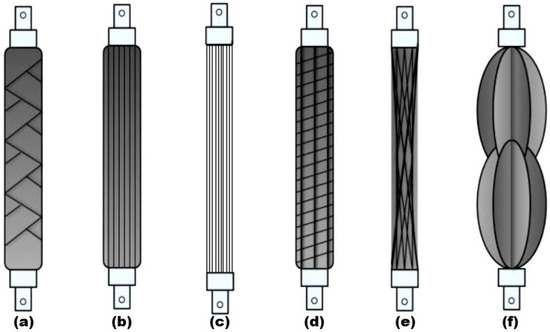
انواع PAMهای معمولی: a) ماهیچه مک کبین/عضلهٔ بافته شده. b) ماهیچه چین دار. c) یک PAM تقویت شده با فیبر کولار. d) ماهیچه توری یارلوت. e) ماهیچه هایپربولوئید Paynter. و f) غضلهٔ Romac

### تحریک پنوماتیک
ماهیچه‌های مصنوعی پنوماتیک (PAMs) با پر کردن کیسه پنوماتیک با هوای تحت فشار عمل می‌کنند. با اعمال فشار گاز به کیسه، انبساط حجمی همسانگرد رخ می‌دهد، اما توسط سیم‌های بافته شده‌ای که کیسه را احاطه کرده‌اند، محدود می‌شود و انبساط حجمی را به یک انقباض خطی در امتداد محور محرک تبدیل می‌کند. PAMها را می‌توان بر اساس عملکرد و طراحی آنها طبقه‌بندی کرد. به عنوان مثال، PAMها دارای عملکرد پنوماتیک یا هیدرولیک، فشردگی بالا یا پایین، غشاهای بافته / توری یا جاسازی شده، و غشاهای کششی یا غشاهای بازآرایی هستند. یکی از رایج‌ترین PAMهایی که امروزه مورد استفاده قرار می‌گیرد، ماهیچه‌ای استوانه‌ای شکل بافته شده به نام ماهیچه مک کیبن است که برای اولین بار توسط J. L. McKibben در دهه ۱۹۵۰ ساخته شد.

### تحریک حرارتی

#### ماهیچه‌های تولید شده با نخ ماهیگیری
ماهیچه‌های مصنوعی ساخته‌شده از نخ ماهیگیری معمولی و نخ خیاطی می‌توانند ۱۰۰ برابر وزن بیشتری را بلند کرده و ۱۰۰ برابر توان بیشتری از یک عضله انسان با همان طول و وزن تولید کنند.
ماهیچه‌های مصنوعی مبتنی بر نخ ماهیگیری در حال حاضر هزینه‌ای کمتر (به ازای هر پوند) نسبت به آلیاژ حافظه دار یا الیاف نانولوله کربنی دارند، اما در حال حاضر کارایی نسبتاً ضعیفی دارند.
محققان با پیچاندن ماکرومولکول‌های منفرد در الیاف پلیمری در سیم پیچ‌ها، ماهیچه‌های مصنوعی می‌سازند که با سرعتی مشابه عضلات انسان منقبض می‌شوند.
الیاف پلیمری (پیچ نخورده)، مانند نخ ماهیگیری پلی اتلین یا نخ دوخت نایلونی، بر خلاف اکثر مواد، با گرم شدن کوتاه می‌شود (حدود ۴٪ برای افزایش ۲۵۰ کلوین در دما). با چرخاندن فیبر و پیچاندن فیبر پیچ خورده به یک سیم پیچ، گرما باعث سفت شدن و کوتاه شدن سیم پیچ تا ۴۹٪ می‌شود. محققان راه دیگری برای پیچیدن سیم پیچ پیدا کردند به طوری که گرما باعث می‌شود سیم پیچ تا ۶۹ درصد طولانی شود.
یکی دیگر از کاربردهای ماهیچه‌های مصنوعی که با حرارت فعال می‌شوند، باز و بسته شدن خودکار دریچه‌ها است که بدون استفاده از برق به دما پاسخ می‌دهد.
ماهیچه‌های مصنوعی کوچک متشکل از نانولوله‌های کربنی پیچ خورده پر شده از پارافین، ۲۰۰ برابر قوی‌تر از ماهیچه‌های انسان هستند.

#### ماهیچه‌های مصنوعی تولید شده با آلیاژ حافظه دار
آلیاژهای حافظه دار (SMAs)، الاستومرهای کریستالی مایع و آلیاژهای فلزی که می‌توانند تغییر شکل داده و سپس در معرض گرما به شکل اولیه خود برگردند، می‌توانند به عنوان ماهیچه‌های مصنوعی عمل کنند. ماهیچه‌های مصنوعی مبتنی بر محرک حرارتی دارای ویژگی‌هایی چون مقاومت در برابر حرارت، مقاومت در برابر ضربه، چگالی کم، قدرت خستگی بالا و تولید نیروی زیاد حین تغییر شکل می‌باشند. در سال ۲۰۱۲، نوع جدیدی از ماهیچه‌های مصنوعی بدون الکترولیت و فعال شده با میدان الکتریکی، به نام «محرک نخ تاب» ارائه داده‌شد که مکانیزم حرکت آن بر اساس انبساط حرارتی یک ماده ثانویه در ساختار پیچ خورده رسانای درون ماهیچه بود.
همچنین نشان داده شده‌است که یک روبان دی‌اکسید وانادیوم مارپیچ می‌تواند با حداکثر سرعت پیچشی ۲۰۰۰۰۰ دور در دقیقه بپیچد و باز شود.

## سیستم‌های کنترل
سه نوع ماهیچه ای که در بالا ذکر شد، دارای محدودیت‌های متفاوتی هستند که سبب تفاوت در توع سیستم کنترلی انتخابی (به منظور تحریک آنها) می‌شود. با این حال، توجه به این نکته مهم است که سیستم‌های کنترل اغلب برای برآوردن مشخصات یک آزمایش معین طراحی می‌شوند، با انجام برخی آزمایش‌ها بر روی انواع محرک‌های مختلف یا الگوهای ترکیبی کنترل می‌توان استفاده‌های مرکب محرک‌های مختلف را فراخوانی کرد.

### کنترل EPA
پلیمرهای الکترواکتیو (EAPs) در مقایسه با محرک‌های سنتی، دارای ویژگی‌هایی چون وزن کمتر، پاسخ سریع‌تر، چگالی توان بالاتر و عملکرد بی‌صداتر هستند.
هر دو EAPهای الکتریکی و یونی عمدتاً با استفاده از حلقه‌های کنترلی بازخورد (فیدبک)، که بیشتر به عنوان سیستم‌های کنترل حلقه بسته شناخته می‌شوند، فعال می‌شوند.

### کنترل پنوماتیک
در حال حاضر دو نوع ماهیچه مصنوعی پنوماتیک (PAM's) وجود دارد. نوع اول دارای کیسه تکی است که با آستین بافته احاطه شده‌است و نوع دوم دارای کیسه دوتایی است.

#### تک کیسه محاصره شده با آستین بافته شده
ماهیچه‌های مصنوعی پنوماتیک، سبک و ارزان هستند، مشکل کنترلی اثلی آنها دشواری زیاد سیستم است، زیرا هر دو نوع (تک کیسه و دوتایی) بسیار غیرخطی هستند و برخی خصوصیات آنها مانند دما در طول زمان متغیر و نوسانی می‌باشد. PAMها عموماً از قطعات لاستیکی و پلاستیکی تشکیل شده‌اند. با تماس این قسمت‌ها با یکدیگر در حین فعال سازی، دمای PAM افزایش می‌یابد و در نهایت منجر به تغییرات دائمی در ساختار عضله مصنوعی در طول زمان می‌شود. این اتفاق، پیامدهایی را در پی دارد. به‌طور خلاصه (ارائه شده توسط Ahn و همکاران)، سیستم‌های کنترل تجربی قابل اجرا شامل کنترل PID، کنترل تطبیقی (Lily,2003)، کنترل پیش‌بینی بهینه غیرخطی (رینولدز و همکاران، ۲۰۰۳)، کنترل ساختار متغیر (رپرگر و همکاران، 1998) Medrano-Cerda و همکاران، ۱۹۹۵)، سیستم زمان‌بندی سود (رپرگر و همکاران، ۱۹۹۹)، و روش‌های مختلف محاسباتی نرم از جمله کنترل الگوریتم آموزشی شبکه عصبی کوهونن (هسلروث و همکاران، ۱۹۹۴)، شبکه عصبی / کنترل PID غیرخطی (Ahn و Thanh، ۲۰۰۵)، و کنترل عصبی-فازی/ژنتیکی (چان و همکاران، ۲۰۰۳؛ لیلی و همکاران، ۲۰۰۳).
مسائل کنترل در مورد سیستم‌های غیرخطی عموماً از طریق یک رویکرد آزمون و خطا مورد بررسی قرار گرفته‌اند، مانند آزمایش «مدل‌های فازی» (چان و همکاران، ۲۰۰۳) که توسط یک متخصص آگاه انجام می‌شود، ظرفیت‌های رفتاری سیستم (نتایج تجربی یک سیستم خاص) را شناسایی کرد. با این حال، برخی تحقیقات از «داده‌های واقعی» (Nelles O. , 2000) برای آموزش دقت یک مدل فازی معین و در عین حال اجتناب از پیچیدگی‌های ریاضی مدل‌های قبلی استفاده کرده‌اند. آزمایش Ahn نمونه‌ای ساده از آزمایش‌های اخیر است که از الگوریتم‌های ژنتیک اصلاح‌شده (MGAs) برای مدل کردن مدل‌های فازی با استفاده از داده‌های ورودی-خروجی تجربی از بازوی ربات PAM استفاده می‌کند.

#### کیسه دوتایی
این محرک شامل یک غشای خارجی با یک غشای انعطاف‌پذیر داخلی است که داخل عضله را به دو قسمت تقسیم می‌کند. یک تاندون به غشاء محکم می‌شود و از طریق یک آستین از عضله خارج می‌شود تا تاندون بتواند به داخل عضله منقبض شود. یک لوله هوا را به کیسه داخلی می‌دهد و سپس به کیسه خارجی می‌رود. مزیت اصلی این نوع عضله پنوماتیک این است که هیچ حرکت اصطکاکی بالقوه ای بین کیسه در برابر آستین بیرونی وجود ندارد.

### کنترل حرارتی
ماهیچه‌های مصنوعی SMA، در عین سبکی و مفید بودن در کاربردهایی که نیاز به نیرو و جابجایی زیاد دارند، دارای چالش‌هایی نیز می‌باشند؛ یعنی ماهیچه‌های مصنوعی SMA به واسطه روابط ورودی-خروجی هیستراتیک و محدودیت‌های پهنای باند محدود می‌شوند. همان‌طور که ون در این موردن بحث می‌کند، پدیده تبدیل فاز SMA «هیستراتیک» است، زیرا رشته SMA خروجی حاصل به تاریخچه ورودی گرمای آن وابسته است. در مورد محدودیت‌های پهنای باند می‌توان گفت پاسخ دینامیکی یک محرک SMA در طول تبدیل‌های فاز هیسترتیک به دلیل زمان مورد نیاز برای انتقال گرما به عضله مصنوعی SMA بسیار کند است. تحقیقات بسیار کمی در مورد کنترل SMA به دلیل فرضیاتی که کاربردهای SMA را به عنوان دستگاه‌های ساکن در نظر می‌گیرند، انجام شده‌است. با این وجود، انواع رویکردهای کنترلی برای رسیدگی به مشکل کنترل غیرخطی هیسترتیک آزمایش شده‌است.
به‌طور کلی، این مشکل نیاز به استفاده از حلقه باز جبرانی یا کنترل بازخورد حلقه بسته دارد. در مورد کنترل حلقه باز، مدل Preisach اغلب به دلیل ساختار ساده و توانایی شبیه‌سازی و کنترل آسان آن استفاده شده‌است (هیوز و ون، ۱۹۹۵). همان‌طور که برای کنترل حلقه بسته، یک رویکرد مبتنی بر انفعال برای تجزیه و تحلیل پایداری حلقه بسته SMA استفاده شده‌است (مدیل و ون، ۱۹۹۴). مطالعهٔ ون مثال دیگری از کنترل بازخورد حلقه بسته ارائه می‌دهد که پایداری کنترل حلقه بسته را در کاربردهای SMA از طریق اعمال ترکیبی از کنترل بازخورد نیرو و کنترل موقعیت بر روی یک تیر آلومینیومی انعطاف‌پذیر که توسط یک SMA ساخته شده از نایتینول فعال می‌شود را نشان می‌دهد.

### کنترل شیمیایی
دسته ای از پلیمرهای شیمی مکانیکال که حساس به PH هستند یا به عنوان سایت‌های تشخیص انتخابی برای ترکیبات شیمیایی خاص استفاده می‌شوند، می‌توانند به عنوان محرک یا حسگر نیز مورد استفاده قرار بگیرند.
ژلهای مربوطه در پاسخ به چنین سیگنال‌های شیمیایی، متورم یا کوچک می‌شوند. طیف وسیعی از عناصر تشخیص فوق مولکولی را می‌توان به پلیمرهای تشکیل دهنده ژل وارد کرد، که می‌توانند به عنوان یون‌های فلزی آغازگر، آنیون‌های مختلف، اسیدهای آمینه، کربوهیدرات‌ها و غیره به آن متصل شده و از آن استفاده کنند. برخی از این پلیمرها تنها در صورتی واکنش مکانیکی نشان می‌دهند که از دو نوع شیمیایی مختلف، یا دو آغازگرها متفاوت باشند و بدین گونه به عنوان دروازه‌های منطقی عمل می‌کنند.
چنین پلیمرهای شیمی مکانیکالی برای عمل دارونشانی نیز کاربرد دارند. پلیمرهای حاوی عناصر جذب کننده نور می‌توانند به عنوان ماهیچه‌های مصنوعی تحت کنترل فتوشیمیایی عمل کنند.

## کاربردها

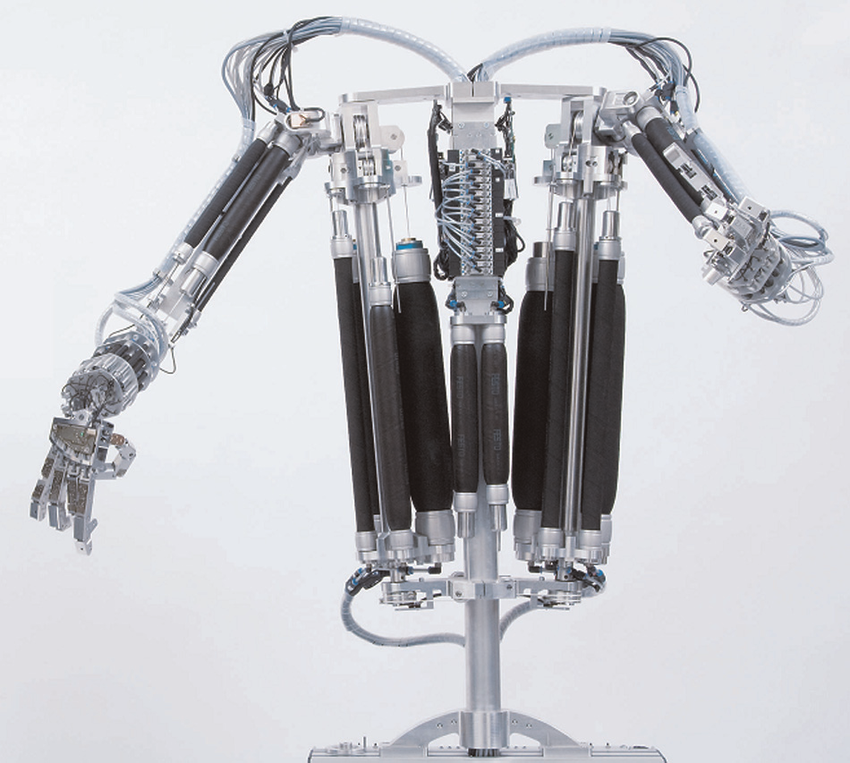
ماهیچه مصنوعی در ساخت ربات

فناوری‌های ماهیچه‌های مصنوعی کاربردهای بسیار گسترده‌ای در ماشین‌های بیومیمتیک، از جمله روبات‌ها، محرک‌های صنعتی و اسکلت‌های بیرونی نیرومند دارند. ماهیچه‌های مصنوعی مبتنی بر EAP، شامل ویژگی‌هایی از جمله وزن سبک، نیاز به توان کم، انعطاف‌پذیری و چابکی را برای حرکت و دستکاری می‌باشند.
دستگاه‌های EAP آینده در هوافضا، صنعت خودرو، پزشکی، رباتیک، مکانیسم‌های مفصلی، سرگرمی، انیمیشن، اسباب‌بازی، لباس، رابط‌های لمسی، کنترل نویز، مبدل‌ها، ژنراتورهای برق و سازه‌های هوشمند کاربرد خواهند داشت.
ماهیچه‌های مصنوعی پنوماتیک همچنین انعطاف‌پذیری، کنترل پذیری و سبکی بیشتری را در مقایسه با سیلندرهای پنوماتیک معمولی، دارا هستند.
بیشتر کاربردهای PAM شامل استفاده از عضلات شبیه مک کیبن است.
محرک‌های حرارتی مانند SMAها کاربردهای نظامی، پزشکی، ایمنی و روباتیک مختلفی دارند و علاوه بر این، می‌توانند برای تولید انرژی از طریق تغییر شکل مکانیکی نیز استفاده شوند.